# Everlove
「everlove」（エヴァーラヴ）は、2004年5月にリリースされたFANATIC◇CRISISの通算31作目のシングルで、同バンドにとってのラストシングルある。発売元はSTOICSTONE。

## 解説
前作『鴉 <KARASU>』より4か月ぶり、アルバム『marvelous+』からの先行シングル。
オリコンチャートではTOP10にランクインし、累計でも前作から2倍の売上を記録。

## タイアップ
表題曲はTBS系テレビドラマ『新・いのちの現場から』（毎日放送制作）主題歌。因みにバンドは以前中村珠緒が主演のドラマ愛は正義で主題歌「hal」を担当した縁がある。
C/W「追憶をこえるスピードで」は日本テレビ系『三宅裕司のドシロウト』（山口放送制作）EDテーマで、ライブでも時々演奏される。

## 収録曲
1. everlove [4:22]
2. 追憶をこえるスピードで [4:27]
3. evergreen (いのちの唄声) [4:32]
4. everlove(Instrumental) [4:22]
5. 追憶をこえるスピードで(Instrumental) [4:27]
6. evergreen (いのちの唄声)(Instrumental) [4:29]

## 収録作品
- marvelous+（#1）
- THE BEST of FANATIC◇CRISIS Single Collection02（#1）
- THE BEST of FANATIC◇CRISIS B-Side Collection（#2,3）